# Phantastische Bibliothek (Suhrkamp)
Die Phantastische Bibliothek ist eine Buchreihe des Suhrkamp Verlags und enthält Werke der Phantastik, Science-Fiction, aber auch der Horrorliteratur.
Die ersten Bände erschienen ohne Reihenzählung: die ersten Bände des Almanachs Phaïcon im Insel-Verlag (seit 1963 bei Suhrkamp) oder der Almanach Polaris im Suhrkamp Verlag. Erst die 3. Auflage von Nacht und Schimmel erschien 1978 offiziell als erster Band der Phantastischen Bibliothek in ihrem charakteristischen violetten Äußerem.
Zwischen 1980 und 1998 betreute Franz Rottensteiner diese Reihe und war als Herausgeber für über 360 Titel verantwortlich. Die 26 Titel der zwischen 1969 und 1975 im Insel Verlag von Kalju Kirde herausgegebenen Reihe Bibliothek des Hauses Usher wurden sämtlich hier nachgedruckt.

## Design
Die Reihe durchlief mehrere Designphasen, die teils ineinander übergingen. Zu Anfang waren die Umschläge durchgehend in einem kräftigen Rosarot gestaltet, mit einer kleinen, schwarzweißen Zeichnung unter dem Titel, selten ein stark auf reine Schwarz- und Weißtöne reduziertes Porträtphoto des Autors. Spätestens ab den frühen 80er Jahren wurde als zweiter Phase statt des hellen Rosas zunehmend ein dunkleres Lila verwendet, ganz selten auch Cyanblau (etwa Stanislaw Lem: Solaris), und einige wenige zuvor in Rosa erschienene Bände (etwa Franz Rottensteiner (Hrsg.): Blick vom anderen Ufer) wurden nun mit demselben Cover, nur nun eben in lila statt rosa neu aufgelegt, auch wenn das Rosa als Einbandfarbe auch während der zweiten Phase nie ganz verschwand.
Ca. Mitte der 80er folgte die dritte Phase, die die kleinen Bilder auf dem Cover durch ganzformatige Zeichnungen ablöste; diese waren zunächst in verschiedenen Lilatönen eingetönt, bevor Suhrkamp zu vollfarbigen Zeichnungen überging, die im Zeichenstil an die Reihe Goldmann SF während der 70er Jahre erinnerte. Später griff diese Phase der ganzformatigen Bilder auch auf Photos zurück, vor allem für H. P. Lovecraft-Veröffentlichungen. Ab Ende der 80er folgte die letzte Phase der Neuerscheinungen: Ein schwarzer Einband wieder mit kleineren Bildern unter oder über dem Titel, wobei es sich nun meist um Photos oder farbige Zeichnungen handelte. Besonders in dieser letzten Phase wurden zahlreiche ältere Bände der Reihe im neuen Design wieder aufgelegt.
Seit ca. Mitte der 2000er wird die gesamte Reihe in völlig verändertem Design und auch ohne die klassische Suhrkampeinbandschrift aufgelegt, obwohl seit dem im Jahr 2000 veröffentlichten Band 370 (Ady H. Kiss: Der Planet) keine neuen Bände mehr erscheinen.

## Sondereditionen
Im Jahr 1999 erfolgte eine Sonderedition im Pappschuber unter dem Namen Die andere Zukunft. Dieser enthielt eine Neuauflage der sieben Einzelbände J. G. Ballard: Das Katastrophengebiet, Algernon Blackwood: Besuch von Drüben, Stanislaw Lem: Robotermärchen, Marcus Hammerschmitt: Target, Herbert W. Franke: Der Elfenbeinturm, Arkadi und Boris Strugatzki: Picknick am Wegesrand und H. P. Lovecraft: Der Fall Charles Dexter Ward in einem Design, das optisch stark an die schwarze Designphase ab Ende der 80er Jahre erinnerte, jedoch einfarbige Einbände jeweils in Ocker (Das Katastrophengebiet), Orange (Besuch von Drüben) und Rot (die übrigen Bände) aufwies.
Ebenfalls im Pappschuber erschien unter dem Titel Reisen und Erinnerungen des Sternfahrers Ijon Tichy eine Sammlung der vier Stanislaw-Lem-Bände Sterntagebücher, Der futurologische Kongreß, Lokaltermin und Frieden auf Erden in der schwarzen Designausgabe.
Alle drei Bände der Planet-Trilogie von Ady H. Kiss erschienen mit jeweils einer Soundtrack-CD; mit der Neuveröffentlichung der drei Bände in einem Pappschuber und einer Querschnitts-CD der drei vorigen Soundtracks als Band 370 endete die Reihe. Ähnlich war zuvor schon 1988 der Band 207, Herbert W. Franke, Michael Weisser: DEA ALBA, mit einer zugehörigen MC-Kassette: „Computermusik“ von der Band SOFTWARE veröffentlicht worden.

## Liste der in derPhantastischen Bibliothekerschienenen Werke
001: Stanisław Lem: Nacht und Schimmel.
002: H. P. Lovecraft: Das Ding auf der Schwelle.
003: Herbert W. Franke: Ypsilon minus.
004: Franz Rottensteiner (Hrsg.): Blick vom anderen Ufer.
005: Gore Vidal: Messias.
006: Ambrose Bierce: Das Spukhaus.
007: Stanisław Lem: Transfer.
008: H. P. Lovecraft: Der Fall Charles Dexter Ward.
009: Herbert W. Franke: Zarathustra kehrt zurück.
010: Algernon Blackwood: Besuch von Drüben.
011: Stanisław Lem: Solaris.
012: Algernon Blackwood: Das leere Haus.
013: Arkadi und Boris Strugazki: Die Schnecke am Abhang.
014: Stanisław Lem: Die Untersuchung.
015: Philip K. Dick: Ubik.
016: Stanisław Lem: Die Astronauten.
017: Rein A. Zondergeld (Hrsg.): Phaïcon 3. Almanach der phantastischen Literatur
018: Stanisław Lem: Die Jagd.
019: H. P. Lovecraft: Cthulhu Geistergeschichten.
020: Stanisław Lem: Sterntagebücher.
021: Franz Rottensteiner (Hrsg.): Polaris 4. Ein Science-fiction-Almanach
022: Kalju Kirde (Hrsg.): Das unsichtbare Auge. Eine Sammlung von Phantomen und anderen unheimlichen Erscheinungen
023: Stefan Grabiński: Das Abstellgleis und andere Erzählungen.
024: H. P. Lovecraft: Berge des Wahnsinns.
025: Stanisław Lem: Memoiren, gefunden in der Badewanne.
026: Gerd Maximovic: Die Erforschung des Omega-Planeten.
027: Edgar Allan Poe: Der Fall des Hauses Usher.
028: Algernon Blackwood: Der Griff aus dem Dunkel.
029: Stanisław Lem: Der futurologische Kongreß.
030: Herbert W. Franke: Sirius Transit.
031: Darko Suvin: Poetik der Science-Fiction.
032: Montague Rhodes James: Der Schatz des Abtes.
033: Stanisław Lem: Der Schnupfen.
034: Franz Rottensteiner (Hrsg.): Das Beste aus dem Quarber Merkur.
035: Herbert W. Franke: Zone Null.
036: Werner Berthel (Hrsg.): Über Stanisław Lem.
037: Franz Rottensteiner: Wie der Teufel den Professor holte. Science-fiction-Erzählungen aus POLARIS 1
038: Franz Rottensteiner: Das Mädchen am Abhang. Science-fiction-Erzählungen aus POLARIS 2
039: Franz Rottensteiner: Der Weltraumfriseur. Science-fiction-Erzählungen aus POLARIS 3
040: Rein A. Zondergeld (Hrsg.): Die Büßerinnen aus dem Gnadenkloster. Phantastische Erzählungen aus Phaïcon 2
041: Herbert W. Franke: Einsteins Erben.
042: Edward Bulwer Lytton: Das kommende Geschlecht.
043: H. P. Lovecraft: Die Katzen von Ulthar und andere Erzählungen.
044: Rein A. Zondergeld (Hrsg.): Phaïcon 4. Almanach der phantastischen Literatur
045: Johanna Braun und Günter Braun: Unheimliche Erscheinungsformen auf Omega XI.
046: Bernd Ulbrich: Der unsichtbare Kreis.
047: Stanisław Lem: Imaginäre Größe.
048: Herbert W. Franke: Paradies 3000.
049: Arkadi und Boris Strugazki: Picknick am Wegesrand.
050: Louis-Sébastien Mercier: Das Jahr 2440.
051: Johanna Braun, Günter Braun: Der Fehlfaktor. Utopisch-phantastische Erzählungen
052: H. P. Lovecraft: Stadt ohne Namen.
053: Leó Szilárd: Die Stimme der Delphine.
054: Franz Rottensteiner (Hrsg.): Polaris 5. Ein Science-Fiction-Almanach
055: Arthur Machen: Die leuchtende Pyramide und andere Geschichten des Schreckens.
056: James Graham Ballard: Der ewige Tag.
057: Stanisław Lem: Mondnacht.
058: Herbert W. Franke: Schule für Übermenschen.
059: Joseph Sheridan Le Fanu: Der besessene Baronet und andere Geistergeschichten.
060: Philip K. Dick: LSD-Astronauten.
061: Stanisław Lem: Terminus.
062: Herbert W. Franke: Keine Spur von Leben.
063: Johanna Braun und Günter Braun: Conviva Ludibundus.
064: William Hope Hodgson: Stimme der Nacht.
065: Abe Kōbō: Die vierte Zwischeneiszeit.
066: Franz Rottensteiner (Hrsg.): Die andere Zukunft. Phantastische Erzählungen aus der DDR
067: Michael Weisser: Syn-Code-7.
068: Clark Ashton Smith: Saat aus dem Grabe.
069: Herbert W. Franke: Tod eines Unsterblichen.
070: Philip K. Dick: Mozart für Marsianer.
071: H. P. Lovecraft: In der Gruft und andere makabre Geschichten.
072: Arkadi und Boris Strugazki: Montag beginnt am Samstag.
073: Stanisław Lem: Die Ratte im Labyrinth.
074: Johanna Braun und Günter Braun: Der Irrtum des großen Zauberers.
075: James G. Ballard: Kristallwelt.
076: Peter Schattschneider: Zeitstopp.
077: Klaus Staemmler (Hrsg.): Phantasma. Polnische Geschichten aus dieser und jener Welt
078: Arkadi und Boris Strugazki: Die gierigen Dinge des Jahrhunderts.
079: James G. Ballard: Die 1000 Träume von Stellavista und andere Vermillion-Sands-Stories.
080: Brian Aldiss: Der unmögliche Stern.
081: Herbert W. Franke: Transpluto.
082: Franz Rottensteiner (Hrsg.): Polaris 6. Ein Science-Fiction-Almanach, Herbert W. Franke gewidmet
083: Algernon Blackwood: Tanz in den Tod.
084: Karel Čapek: Das Absolutum oder die Gottesfabrik. (Als Ersatz für L. Sprague de Camp: H. P. Lovecraft – Eine Biografie, die wegen unzureichender Übersetzung nicht erschien)
085: Stanisław Lem: Robotermärchen.
086: Rein A. Zondergeld (Hrsg.): Phaïcon 5. Almanach der phantastischen Literatur
087: Clark Ashton Smith: Der Planet der Toten.
088: Jerzy Żuławski: Auf dem Silbermond.
089: Arkadi und Boris Strugazki: Fluchtversuch.
090: Michael Weisser: Dig-It.
091: Rein A. Zondergeld: Lexikon der phantastischen Literatur.
092: Johanna Braun und Günter Braun: Der Utofant.
093: Cordwainer Smith (Pseud.): Herren im All.
094: Elisabeth Cheauré (Hrsg.): Tod per Zeitungsannonce und andere phantastische Erzählungen aus Rußland.
095: James G. Ballard: Hallo Amerika!
096: James G. Ballard: Billenium.
097: Stanisław Lem: Die Stimme des Herrn.
098: Thomas Owen: Wohin am Abend?.
099: Martin Roda Becher: An den Grenzen des Staunens?
100: Franz Rottensteiner (Hrsg.): Phantastische Träume.
101: Jerzy Żuławski: Der Sieger.
102: Joseph Sheridan Le Fanu: Maler Schalken und andere Geistergeschichten.
103: James G. Ballard: Das Katastrophengebiet.
104: Franz Rottensteiner (Hrsg.): Polaris 7. Ein Science-Fiction-Almanach
105: Lygia Fagundes Telles: Die Struktur der Seifenblase.
106: Adolfo Bioy Casares: Morels Erfindung.
107: James G. Ballard: Der tote Astronaut.
108: Auguste de Villiers de L’Isle-Adam: Die Eva der Zukunft.
109: Johanna Braun und Günter Braun: Das kugeltranszendentale Vorhaben.
110: Stanisław Lem: Eine Minute der Menschheit.
111: Arkadi und Boris Strugazki: Der ferne Regenbogen.
112: Josef Nesvadba: Die absolute Maschine.
113: Jerzy Żuławski: Die alte Erde.
114: Adolfo Bioy Casares: Die fremde Dienerin.
115: Robert Plank: George Orwells „1984“.
116: James G. Ballard: Die Dürre.
117: Mihály Babits: Der Storchkalif.
118: Walter de la Mare: Aus der Tiefe.
119: Johanna Braun und Günter Braun: Die unhörbaren Töne.
120: Erckmann-Chatrian: Das Eulenohr und andere phantastische Erzählungen.
121: Herbert W. Franke: Die Kälte des Weltraums.
122: Stanisław Lem: Phantastik und Futurologie 1.
123: Marianne Gruber: Die gläserne Kugel.
124: Stanisław Lem: Waffensysteme des 21. Jahrhunderts.
125: Stanisław Lem: Das Katastrophenprinzip.
126: Stanisław Lem: Phantastik und Futurologie 2.
127: James G. Ballard: Der vierdimensionale Alptraum.
128: Svend Åge Madsen: Dem Tag entgegen.
129: Peter Schattschneider: Singularitäten.
130: Franz Rottensteiner (Hrsg.): Über H. P. Lovecraft.
131: Antoni Słonimski: Das Zeittorpedo.
132: Jean Ray (Pseud.): Die Gasse der Finsternis.
133: Gerd Maximovic: Das Spinnenloch und andere SF-Erzählungen.
134: Guy de Maupassant: Die Totenhand und andere phantastische Erzählungen.
135: Martin Roda Becher: Nachwelt.
136: H. P. Lovecraft: Das Grauen im Museum.
137: Franz Rottensteiner (Hrsg.): Phantastische Welten.
138: James G. Ballard: Die Zeitgräber und andere SF-Erzählungen.
139: Arkadi und Boris Strugazki: Die zweite Invasion der Marsianer.
140: William Hope Hodgson: Das Haus an der Grenze.
141: Ulrich Horstmann: Das Glück von Omb’assa.
142: Auguste de Villiers de L’Isle-Adam: Grausame Geschichten.
143: Franz Rottensteiner (Hrsg.): Polaris 8. Ein Science-Fiction-Almanach
144: Peter Daniel Wolfkind (Pseud.): Das Fest der Kröten.
145: Helga Abret u. a.: Der König mit der Goldmaske.
146: Villy Sørensen: Tiger in der Küche.
147: Karlheinz Steinmüller: Der Traum vom großen roten Fleck.
148: Johanna Braun und Günter Braun: Der x-mal vervielfachte Held.
149: Edward de Capoulet-Junac: Pallas oder die Heimsuchung.
150: Herbert W. Franke: Endzeit.
151: Lao She: Die Stadt der Katzen.
152: Arkadi und Boris Strugazki: Ein Käfer im Ameisenhaufen.
153: Théophile Gautier: Avatar.
154: James G. Ballard: Mythen der nahen Zukunft.
155: Polaris 9
156: Gilbert Keith Chesterton: Der Held von Notting Hill.
157: Dino Buzzati: Die Maschine des Aldo Christofari.
158: Stanisław Lem: Wie die Welt noch einmal davonkam.
159: Paul Scheerbart: Die große Revolution.
160: Franz Rottensteiner (Hrsg.): Phantastische Aussichten.
161: Edward Dunsany: Das Fenster zur anderen Welt.
162: Stanisław Lem: Ist Gott ein Taoist?
163: Stanisław Lem: Altruizin.
164: James G. Ballard: Traum GmbH.
165: Jean Ray (Pseud.): Malpertuis.
166: Antoni Słonimski: Zweimal Weltuntergang.
167: Peter Daniel Wolfkind (Pseud.): Die Boten des Frühlings.
168: Alexander Grin: Der Rattenfänger.
169: Julian Tuwim: Das namenlose Grabmal.
170: Jonathan Carroll: Das Land des Lachens.
171: Polaris 10
172: Henry S. Whitehead: Der Zombie und andere westindische Geistergeschichten.
173: H. P. Lovecraft: Die dunkle Brüderschaft.
174: Herbert W. Franke: Der Atem der Sonne.
175: Stanisław Lem: Also sprach Golem.
176: Julian Tuwim: Beherrscher der Zeit.
177: Arkadi und Boris Strugazki: Die häßlichen Schwäne.
178: Oswald Levett: Verirrt in den Zeiten.
179: Bernhard Kellermann: Der Tunnel.
180: Jerzy Żuławski: Zufall und Ordnung.
181: H. R. Wakefield: Der Triumph des Todes.
182: Jean Ray (Pseud.): Das Storchenhaus.
183: Paul Scheerbart: Lesabendio.
184: Franz Rottensteiner (Hrsg.): Lovecraft-Lesebuch.
185: Franz Rottensteiner (Hrsg.): Phantastische Zeiten.
186: Arkadi und Boris Strugazki: Eine Milliarde Jahre vor dem Weltuntergang.
187: Franz Rottensteiner (Hrsg.): Viktorianische Gespenstergeschichten.
188: William Hope Hodgson: Geisterpiraten und andere schauerliche Geschichten.
189: Cyril M. Kornbluth: Der Altar um Mitternacht.
190: E. T. A. Hoffmann: Der Magnetiseur.
191: James G. Ballard: Karneval der Alligatoren.
192: John Wyndham: Wiedergeburt.
193: Cordwainer Smith (Pseud.): Sternträumer.
194: Paul Scheerbart: Das große Licht.
195: Cyril M. Kornbluth: Der Gedankenwurm.
196: Werner Bergengruen: Das Gesetz des Atun.
197: Jonathan Carroll: Laute Träume.
198: Franz Rottensteiner (Hrsg.): Seltsame Labyrinthe.
199: Franz Rottensteiner (Hrsg.): Die dunkle Seite der Wirklichkeit.
200: Stanisław Lem: Lokaltermin.
201: Louis Couperus: Das schwebende Schachbrett.
202: John Wyndham: Die Kobaltblume.
203: Franz Rottensteiner (Hrsg.): Die Ermordung des Drachen.
204: Angela Steinmüller und Karlheinz Steinmüller: Pulaster.
205: Werner Bergengruen: Der Basilisk und andere Spuknovellen.
206: Arkadi und Boris Strugazki: Die Wellen ersticken den Wind.
207: Herbert W. Franke und Michael Weisser: Dea Alba – Eine phantastisch klingende Geschichte mit Computermusik von SOFTWARE (HybridBuch).
208: Tor Åge Bringsværd: Die Stadt der Metallvögel.
209: Dieter Hasselblatt: Marija und das Tier.
210: Stanisław Lem: Die phantastischen Erzählungen.
211: August Derleth: Auf Cthulhus Spur.
212: John Wyndham: Wenn der Krake erwacht.
213: Michi Strausfeld (Hrsg.): Der rote Mond.
214: Herbert W. Franke: Die Stahlwüste.
215: Peter Marginter: Königrufen.
216: Marianne Gruber: Zwischenstation.
217: Martin Beheim-Schwarzbach: Die Goldmacher.
218: Paul Scheerbart: Der Kaiser von Utopia.
219: Franz Rottensteiner (Hrsg.): Der Eingang ins Paradies und andere phantastische Erzählungen.
220: Stanisław Lem: Frieden auf Erden.
221: Clark Ashton Smith: Das Haupt der Medusa.
222: Jonathan Carroll: Die Stimme unseres Schattens.
223: Herbert W. Franke: Hiobs Stern.
224: Robert N. Bloch: Jenseits der Träume.
225: Maurice Renard: Die blaue Gefahr.
226: Stanisław Lem: Memoiren, gefunden in der Badewanne. Der Schnupfen.
227: John Gardner: Grendel.
228: Stefan Grabiński: Dunst.
229: Algernon Blackwood: Die gefiederte Seele.
230: H. P. Lovecraft: Azathoth.
231: Herbert W. Franke: Der grüne Komet.
232: Stanisław Lem: Mehr phantastische Geschichten.
233: Jonathan Carroll: Die panische Hand.
234: Herbert W. Franke: Der Orchideenkäfig.
235: Jan Weiss: Das Haus mit den tausend Stockwerken.
236: Paul Scheerbart: Kometentanz.
237: Tor Åge Bringsværd: Minotaurus.
238: Arkadi und Boris Strugazki: Der Junge aus der Hölle.
239: Bernard Wolfe: Limbo.
240: Stephan M. Schröder (Hrsg.): Der Insektenmann.
241: Alexander Moritz Frey: Solneman, der Unsichtbare.
242: Franz Rottensteiner (Hrsg.): Die Arche Noah.
243: Jack London: Phantastische Erzählungen.
244: Herbert W. Franke: Zentrum der Milchstraße.
245: Stanisław Bereś (Hrsg.): Lem über Lem.
246: Wadim Schefner: Bescheidene Genies.
247: Montague R. James: Dreizehn Geistergeschichten.
248: Horacio Quiroga: Geschichten von Liebe, Irrsinn und Tod.
249: Alev Tekinay: Der weinende Granatapfel.
250: Franz Rottensteiner (Hrsg.): Phantastische Begegnungen.
251: Stanisław Lem: Reisen und Erinnerungen des Sternfahrers Ijon Tichy (vier Bände: „Der futurologische Kongress“, „Sterntagebücher“, „Lokaltermin“ und „Friede auf Erden“).
252: Jonathan Carroll: Schlaf in den Flammen.
253: Herbert W. Franke: Spiegel der Gedanken.
254: Edith Krispien: Die verborgene Stunde.
255: Barbara Neuwirth: In den Gärten der Nacht.
256: James G. Ballard: Der Garten der Zeit.
257: Paul Scheerbart: Immer mutig!
258: H. P. Lovecraft: Berge des Wahnsinns.
259: H. P. Lovecraft: Der Flüsterer im Dunkel.
260: H. P. Lovecraft: Der Fall Dexter Ward.
261: H. P. Lovecraft: Schatten über Innsmouth
262: Arkadi und Boris Strugazki: Das lahme Schicksal.
263: Stanisław Lem: Provokationen.
264: Franz Rottensteiner (Hrsg.): Die Sirene und andere phantastische Erzählungen.
265: Ivan Slavík: Zum roten Drachen.
266: Herbert W. Franke: Das Gedankennetz.
267: Barbara Neuwirth (Hrsg.): Blaß sei mein Gesicht.
268: Edith Wharton: Gespenstergeschichten.
269: Johanna Braun u. a.: Professor Mittelzwercks Geschöpfe.
270: Valeri Brjussow: Die Republik des Südkreuzes.
271: Michael Springer: Leonardos Dilemma.
272: George Turner: Sommer im Treibhaus.
273: Klaus Bädekerl: Die Frau der Träume
274: Alexander Grin: Wogengleiter.
275: Nicht besetzt
276: Nicht besetzt
277: John Wyndham: Kuckuckskinder.
278: Alfred Bester: Aller Glanz der Sterne.
279: Herbert W. Franke: Der Elfenbeinturm.
280: Cordwainer Smith (Pseud.): Herren im All.
281: H. P. Lovecraft: Der Schatten aus der Zeit.
282: Arkadi und Boris Strugazki: Die bewohnte Insel.
283: James G. Ballard: Die Betoninsel.
284: Jonathan Carroll: Das Land des Lachens.
285: Stanisław Lem: Der Irrläufer.
286: Jonathan Carroll: Ein Kind am Himmel.
287: H. P. Lovecraft: Die Traumsuche nach dem unbekannten Kadath.
288: James G. Ballard: Hochhaus.
289: Mircea Eliade: Fräulein Christine.
290: Franz Rottensteiner: Der Einsiedler von Providence.
291: Stanisław Lem: Der Mensch vom Mars.
292: Murilo Rubião: Der Feuerwerker Zacharias.
293: Alfred Bester: Die Hölle ist ewig.
294: Arkadi und Boris Strugazki: Die dritte Zivilisation.
295: Herbert W. Franke: Die Glasfalle.
296: Karin Ivancsics (Hrsg.): Der Riß im Himmel.
297: Stanisław Lem: Vom Nutzen des Drachen.
298: Guido Morselli: Licht am Ende des Tunnels.
299: Fabienne Pakleppa: Die Himmelsjäger.
300: Arkadi und Boris Strugazki: Troika.
301: Algernon Blackwood: Rächendes Feuer.
302: Mircea Eliade: Die drei Grazien.
303: Karin Boye: Kallocain.
304: Robert Graham Irwin: Der arabische Nachtmahr.
305: Arkadi und Boris Strugazki: Mittag, 22. Jahrhundert.
306: Dieter Sturm, Klaus Völker (Hrsg.): Von denen Vampiren oder Menschensaugern.
307: H. P. Lovecraft: Das Tor des Verderbens.
308: Klaus Völker (Hrsg.): Künstliche Menschen.
309: Arkadi und Boris Strugazki: Die Schnecke am Hang.
310: Edward Frederic Benson: Der Mann, der zu weit ging.
311: Stanisław Lem: Die Stimme des Herrn.
312: Klaus Völker (Hrsg. ): Werwölfe und andere Tiermenschen.
313: Ulrich Dreikandt (Hrsg.): Schwarze Messen.
314: Arkadi und Boris Strugazki: Ein Käfer im Ameisenhaufen.
315: Arkadi und Boris Strugazki: Die zweite Invasion der Marsianer.
316: Jonathan Carroll: Vor dem Hundemuseum.
317: Horacio Quiroga: Weißer Herzstillstand.
318: Barbara Neuwirth: Dunkler Fluss des Lebens.
319: Ady H. Kiss: Manhattan II.
320: H. P. Lovecraft: Die Literatur der Angst.
321: Arkadi und Boris Strugazki: Montag beginnt am Samstag.
322: Stanisław Lem: Der Unbesiegbare.
323: André Pieyre de Mandiargues: Schwelende Glut.
324: Marcus Hammerschmitt: Der Glasmensch und andere SF-Geschichten.
325: Franz Rottensteiner (Hrsg.): Phantastisches aus Österreich.
326: Otto Soyka: Die Traumpeitsche.
327: Heinz Riedler: Brot und Spiel.
328: Abe Kōbō: Die vierte Zwischeneiszeit.
329: Joseph Sheridan Le Fanu: Geistergeschichten.
330: Arkadi und Boris Strugazki: Der ferne Regenbogen.
331: Hubert Lampo: Die Ankunft des Joachim Stiller (angekündigt, aber nie erschienen).
332: H. P. Lovecraft: The best of H. P. Lovecraft.
333: Abe Kōbō: Die Entdeckung des R 62.
334: Mihajlo Kažić: Die unterbrochene Reise.
335: Stanisław Lem: Imaginäre Größe.
336: Herbert W. Franke: Einsteins Erben.
337: Ady H. Kiss: Baker’s Barn.
338: Herbert Genzmer: Das Amulett.
339: Algernon Blackwood: Das leere Haus.
340: William Hope Hodgson: Stimme in der Nacht
341: Dagmar Kassek (Hrsg.): Autobiographie einer Leiche.
342: Gore Vidal: Messias.
343: Franz Rottensteiner (Hrsg.): Das Tagebuch der Rose (die Anthologie ist nicht erschienen).
344: Franz Rottensteiner (Hrsg.): H. P. Lovecrafts kosmisches Grauen (überarbeitete Neuauflage von Band 130).
345: H. P. Lovecraft: Die Katzen von Ulthar
346: H. P. Lovecraft: Stadt ohne Namen.
347: H. P. Lovecraft: In der Gruft.
348: H. P. Lovecraft: Die Traumsuche nach dem unbekannten Kadath.
349: H. P. Lovecraft: Azathoth.
350: H. P. Lovecraft: Berge des Wahnsinns.
351: H. P. Lovecraft: Der Flüsterer im Dunkeln.
352: H. P. Lovecraft: Der Schatten aus der Zeit.
353: Marcus Hammerschmitt: Wind.
354: George Turner: Das Menschenprojekt.
355: Algernon Blackwood: Der Tanz in den Tod.
356: Edgar Allan Poe: Die Grube und das Pendel.
357: Mircea Eliade: Der besessene Bibliothekar.
358: Ady H. Kiss: Atlantic City.
359: Marcus Hammerschmitt: Target.
360: Stefan Schütz: Schnitters Mall.
361: Josef Nesvadba: Vampir Ltd. 
362: Herbert Genzmer: Die Einsamkeit des Zauberers.
363: Mihajlo Kažić: Die Himmelstür.
364: Hubert Lampo: Die Ankunft des Joachim Stiller. (Angekündigt, aber nie erschienen; siehe auch Nr. 331)
365: Ambrose Bierce: Das Spukhaus.
366: Matthias Robold: Hundert Tage auf Stardawn oder der Status des Menschen.
367: Ady H. Kiss: Canyons.
368: Die andere Zukunft (sieben Bände: J. G. Ballard: Das Katastrophengebiet, A. Blackwood: Besuch von Drüben, S. Lem: Robotermärchen, M. Hammerschmitt: Target, H. W. Franke: Der Elfenbeinturm, A. u. B. Strugazki: Picknick am Wegesrand, H. P. Lovecraft: Der Fall Charles Dexter Ward).
369: Stanisław Lem: Fiasko.
370: Ady H. Kiss: Der Planet (3 Teile: „Manhattan II“, „Baker's Barn“, „Canyons“ und 1 CD mit Musik von Carlos Perón).